# ایستگاه شرقی پاریس
ایستگاه شرقی پاریس (فرانسوی: Paris-Est‎) یک ایستگاه راه‌آهن در شهر پاریس، فرانسه است.
این ایستگاه که در سال ۱۸۴۹ تأسیس شده به خطوط راه‌آه سراسری فرانسه، اینترسیتی-اکسپرس، اورینت اکسپرس ونیز- سیمپلون و متروی پاریس متصل است.

## نگارخانه

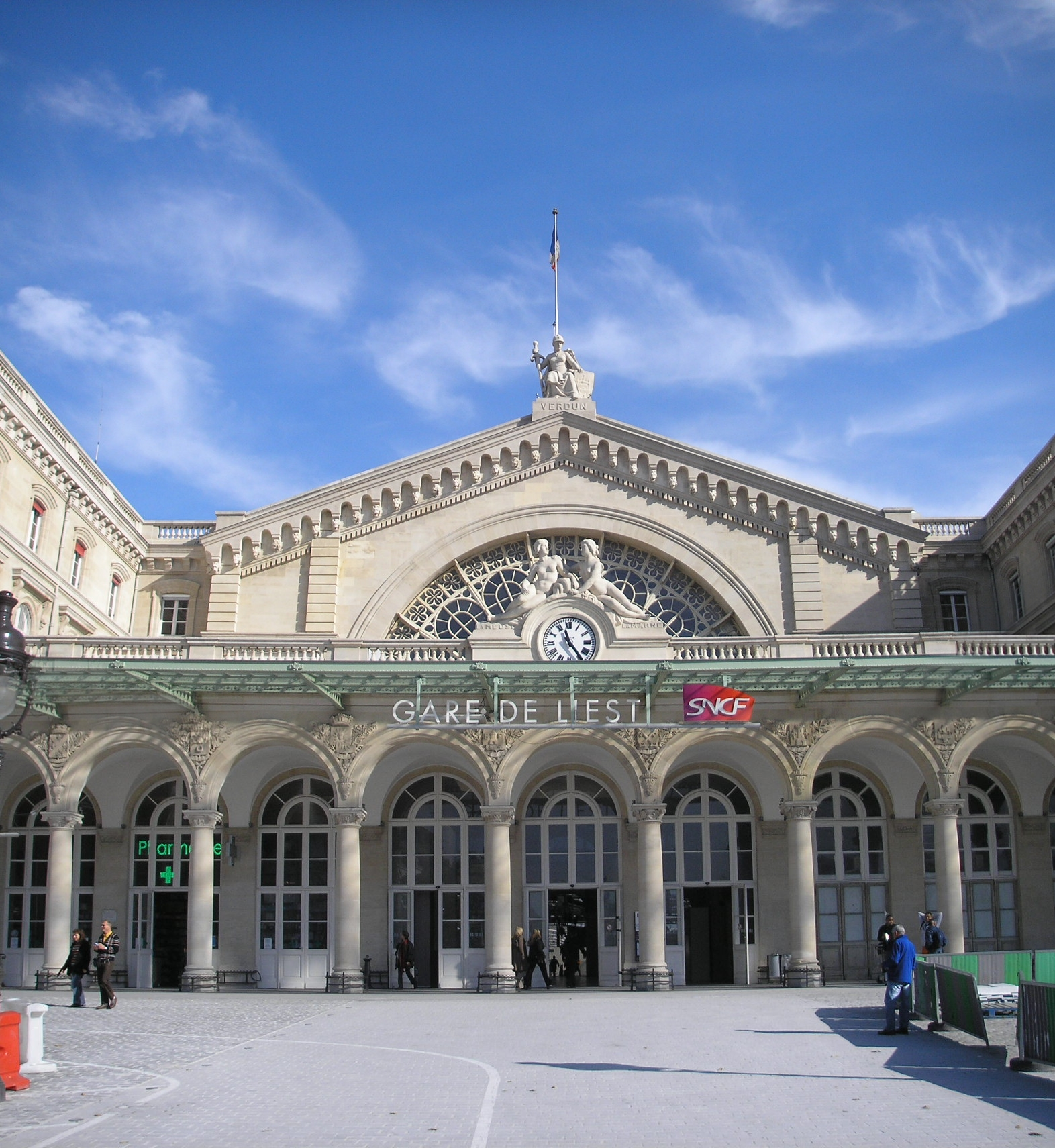
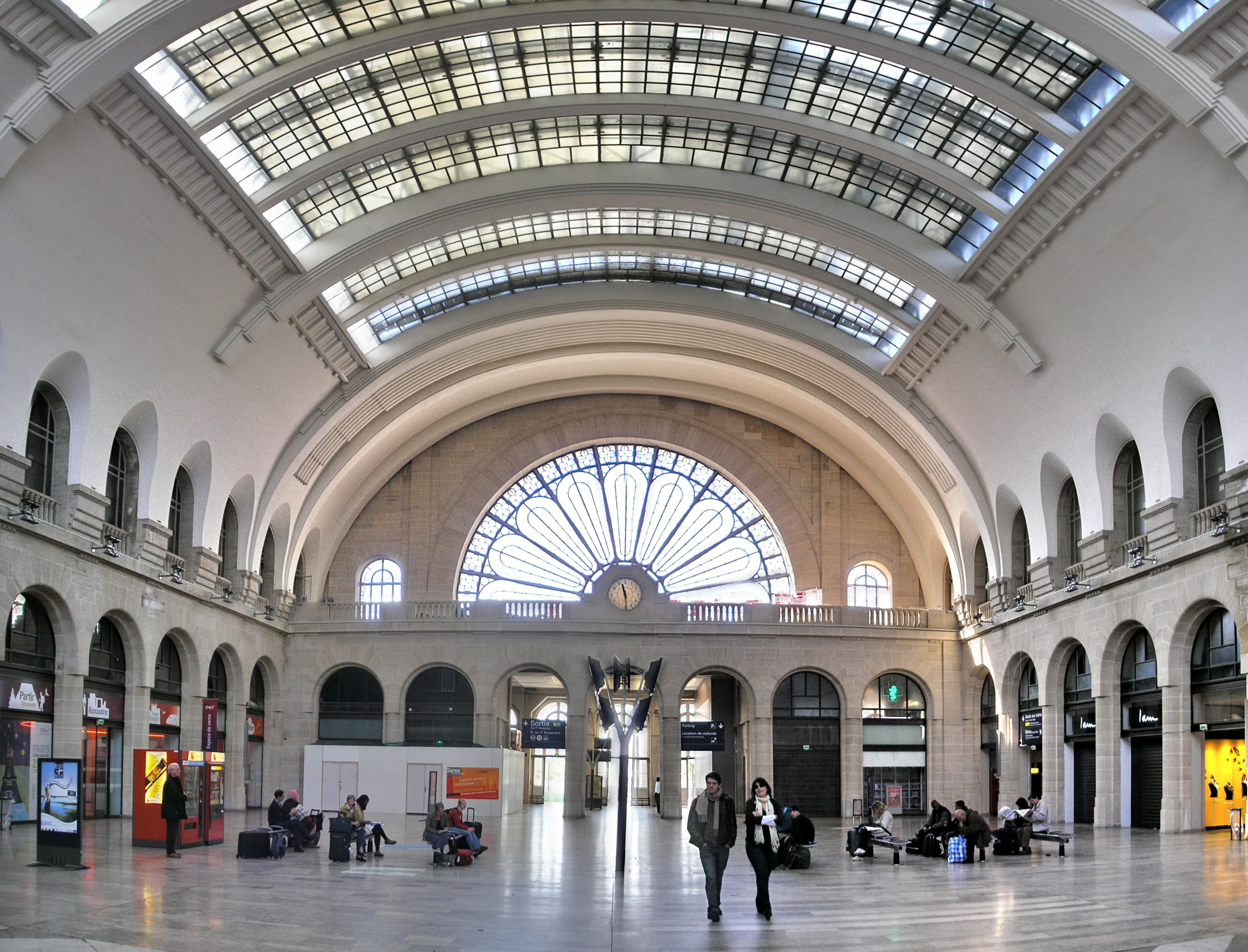
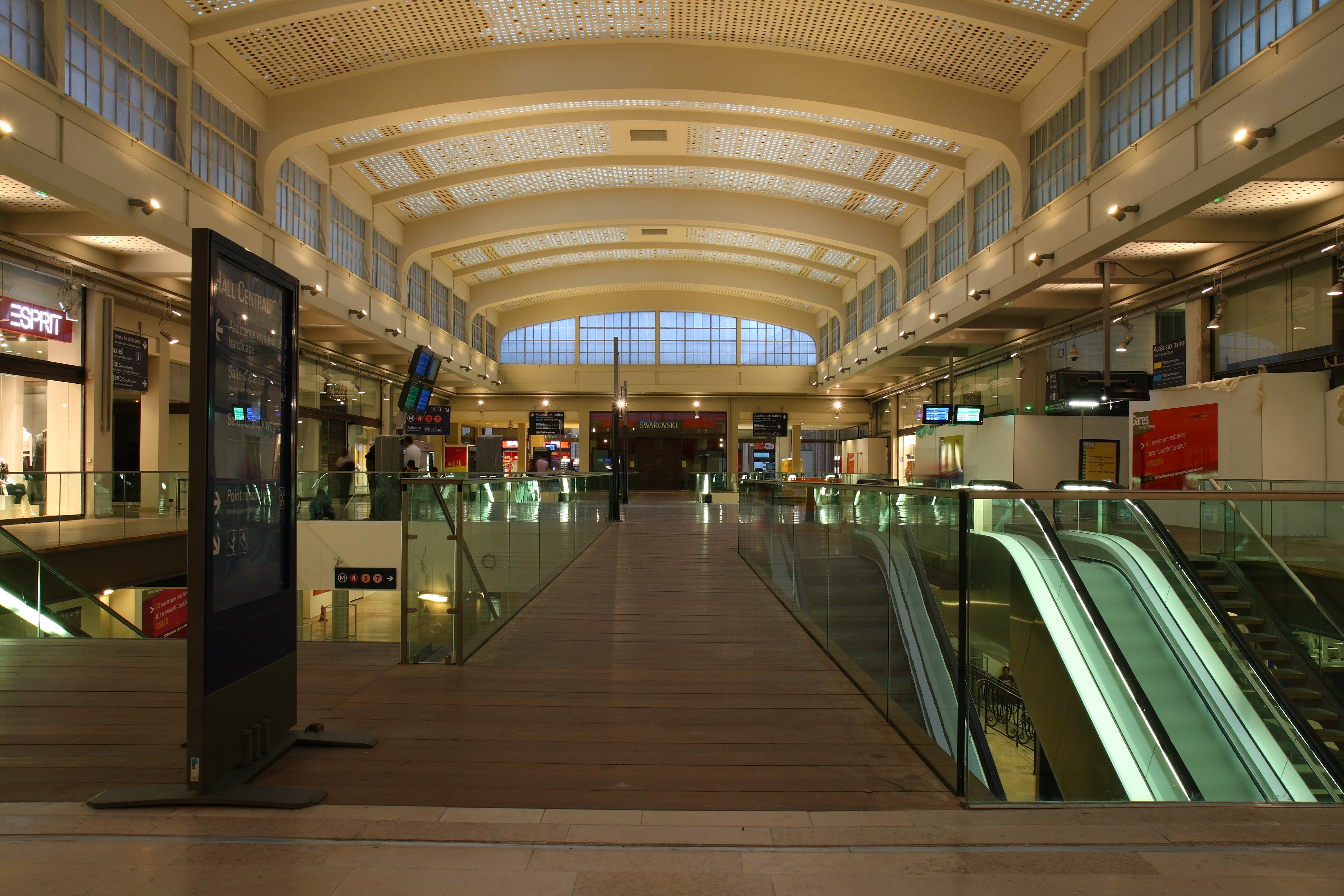
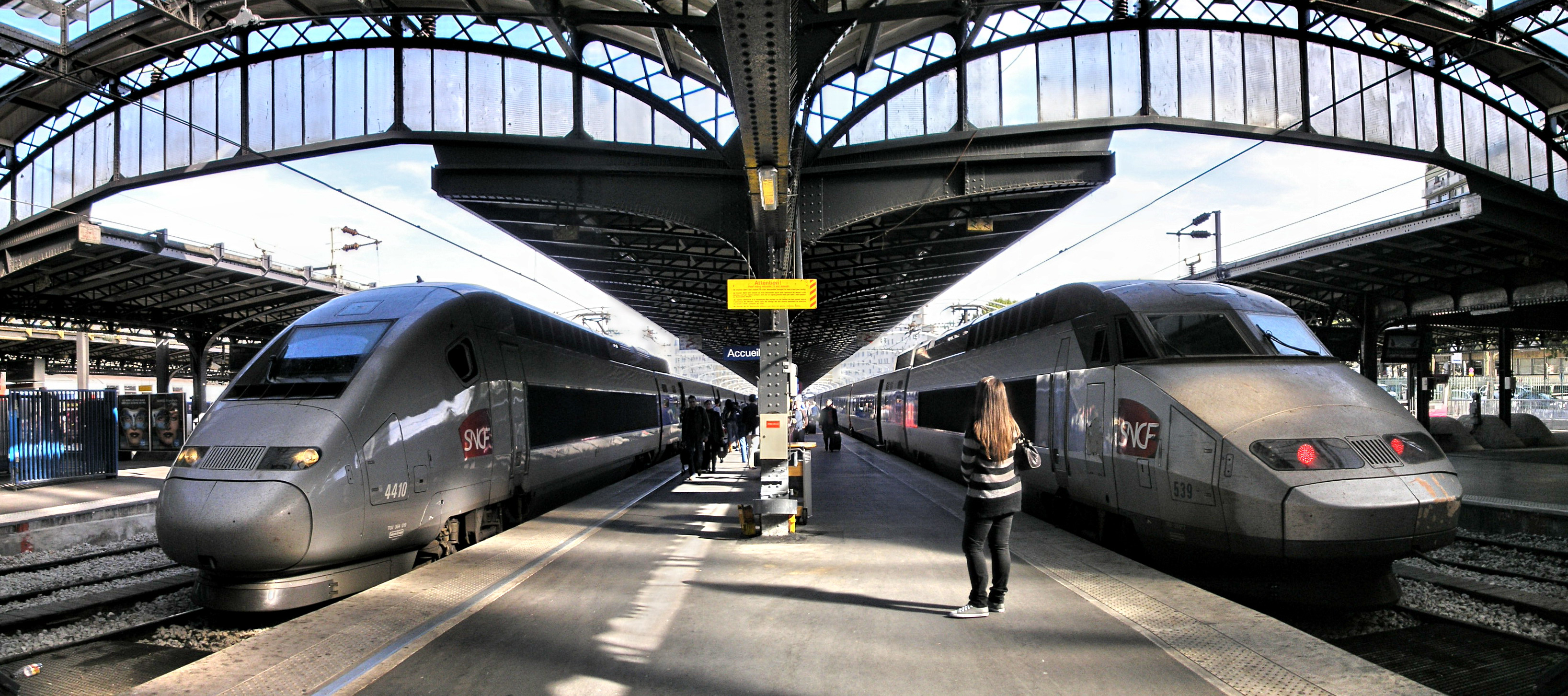

## مقصدهای مهم
| - آوگسبورگ - بار-لو-دوک - بلفور - شالون-آن-شامپانی - شارلویل-مزیر - شاتو-تیری - شومون - کلمار - Culmont-Chalindrey |  | - اپرنه - فرانکفورت - فوربک - کارلسروهه - لوکزامبورگ - مانهایم - مو - متز - مسکو - مونیخ |  | - نانسی - رنس - Remiremont - زاربروکن - سن-دیه-ده-ووژ - سن دیزیه - ساورن - سدان |  | - استراسبورگ - اشتوتگارت - تیون‌ویل - تروا - اولم - وزول - Vitry-le-François |  |